# Nibymarchwica
Nibymarchwica (Pachypleurum Ledeb.) – rodzaj roślin należący do rodziny selerowatych. Gatunkiem typowym jest Pachypleurum alpinum Ledeb.

## Systematyka
Pozycja systematyczna według APweb (2001...)
Rodzaj należący do podrodziny Apioideae Seemann, rodziny selerowatych (Apiaceae Lindl.), rzędu selerowców (Apiales Lindl.), kladu astrowych w obrębie okrytonasiennych.
Pozycja w systemie Reveala (1993-1999)
Gromada okrytonasienne (Magnoliophyta Cronquist), podgromada Magnoliophytina Frohne & U. Jensen ex Reveal, klasa Rosopsida Batsch, podklasa dereniowe (Cornidae Frohne & U. Jensen ex Reveal), nadrząd Aralianae Takht., rząd araliowce (Araliales Reveal), rodzina selerowate (Apiaceae Lindl.), syn. Umbelliferae Juss.), plemię Pachypleureae Ledeb., rodzaj nibymarchwica (Pachypleurum Ledeb.).
Gatunki flory Polski
- Nibymarchwica pojedyncza (Pachypleurum simplex (L.) Rchb.)